# کودی گاربرانت
کودی گاربرانت (انگلیسی: Cody Garbrandt؛ زادهٔ ۷ ژوئیهٔ ۱۹۹۱) ورزشکار هنرهای رزمی ترکیبی و بوکسور اهل ایالات متحده آمریکا است. وی از سال ۲۰۱۲ میلادی تاکنون مشغول فعالیت بوده‌است.